# Partidul Naționalist-Democrat
Partidul Naționalist-Democrat a fost un partid politic, fondat în anul 1910 de către Nicolae Iorga și A.C. Cuza. Baza sa de susținere se afla în zonele inferioare ale clasei de mijloc române și în special prin ideologia lui Cuza, reflectată de xenofobie, antisemitism economic, și producerism. PND a reprezentat o provocare slabă pentru forțele politice mari, fie conservatoare, fie liberale, eșuând în încercarea de a deveni al treilea cel mai puternic partid al României. Până în 1916, a fost efectiv împărțit între moderații lui Iorga și radicalii lui Cuza, suspendându-și activitatea pentru restul Primului Război Mondial.
PND a reapărut ca o forță semnificativă în România Mare, după noiembrie 1918. Și-a schimbat frecvent denumirile și și-a rafinat poziția oficială, devenind strâns aliniată cu ideile în evoluție ale lui Iorga despre societate și politică. La începutul anilor 1920, a urmat în stânga spectrului politic, formând cu Partidul Țărănesc și sprijinind o coaliție „Blocului Democrat” împotriva liberalilor; facțiunea sa de extremă dreaptă s-a desprins și a devenit Liga Apărării Național-Creștine. În jurul anului 1925, PND însuși a revenit la conservatorismul național, fuzionând cu Partidul Național Român, dar reluând independența în 1926, când acesta din urmă a fuzionat în Partidul Național al Țăranilor. A reapărut cu o agendă de susținere a tehnocrației și corporatismului și a fost adusă la putere în 1931, când regele Carol al II-lea l-a numit pe Iorga prim-ministru.
PND și aliații săi au încercat să abordeze Marea Depresiune cu măsuri controversate, cum ar fi reducerea datoriilor, iar guvernul a fost votat din funcție la alegerile din 1932. Versiunea lui Iorga a naționalismului clasei de mijloc a dispărut în nesemnificativitate politică odată cu apariția mișcărilor fasciste, în special Garda de Fier; sprijinul său tot mai mare pentru autoritarism l-a determinat să dizolve PND în 1938, când el și alți cadre s-au alăturat Frontului Renașterii Naționale lui Carol. A participat la lupta împotriva Gărzii de Fier, care a dus la uciderea sa în 1940.
PND a fost reînviat clandestin în timpul celui de-al doilea război mondial, cu Petre Topa la conducere. În această parte finală a existenței sale, s-a alăturat forțelor liberale și socialiste pentru a se opune dictaturii Ion Antonescu. A susținut lovitura de stat din august 1944 și, ulterior, s-a bucurat de o scurtă existență ca partid legal, înainte de a fuziona în Partidul Național Liberal - Tătărescu. De la cca. 1950, Topa și diferiți foști afiliați PND au fost închiși de Regimul comunist român, în timp ce alții au fost recuperați și s-au bucurat de o mare favoare.

Steagul Partidului